# Valerij Karasëv
Valerij Nikolaevič Karasëv (in russo Валерий Николаевич Карасёв?; Mosca, 23 settembre 1946) è un ex ginnasta sovietico, dal 1991 russo.

## Palmarès

### Olimpiadi
- 1 medaglia:
  - 1 argento (Città del Messico 1968 a squadre)

### Mondiali
- 2 medaglie:
  - 2 argenti (Dortmund 1966 a squadre; Lubiana 1970 a squadre)